# Sestav petih kubooktaedrov
Sestav petih kubooktaedrov je v geometriji sestav uniformnih poliedrov, ki ga sestavlja pet kubooktaedrov. Ima ikozaedersko simetrijo Ih.

## Kartezične koordinate
Kartezične koordinate oglišč tega sestava so vse ciklične permutacije vrednosti
(±2, 0, ±2)
(±τ, ±τ−1, ±(2τ−1))
(±1, ±τ−2, ±τ2)
kjer je τ = (1+√5)/2 zlati rez, ki ga včasih pišemo kot φ.

## Vir
- Skilling, John (1976), »Uniform Compounds of Uniform Polyhedra«, Mathematical Proceedings of the Cambridge Philosophical Society, 79 (3): 447–457, doi:10.1017/S0305004100052440, MR 0397554.